# 第78回全国高等学校野球選手権大会決勝
第78回全国高等学校野球選手権大会決勝（だい78かいぜんこくこうとうがっこうやきゅうせんしゅけんたいかいけっしょう）は、1996年8月21日に阪神甲子園球場において熊本代表・熊本工業高校と愛媛代表・松山商業高校との間で行われた第78回全国高等学校野球選手権大会の決勝戦である。延長11回の、3時間を超える熱戦となり、延長10回裏に松山商のサヨナラ負けの大ピンチを救った、いわゆる「奇跡のバックホーム」は、球史に残る名場面として語り継がれている。

## 試合前評価
決勝戦は熊本工対松山商と古豪公立校同士の対決となった。熊本工は、川上哲治がエースだった第23回以来、59年ぶり3回目の夏の大会決勝進出で、熊本県勢初の夏の優勝を目指した。松山商は水口栄二、佐野重樹らを擁した第68回以来10年ぶり8回目の決勝進出。決勝で熊本代表と愛媛代表が戦うのは初めてであり、熊本工と松山商の対戦も初めてであった。この年の春の大会では鹿児島実が優勝しており、熊本工には史上初の九州勢による春夏連覇もかかっていた。
決勝戦は、投攻守のいずれも松山商が優位に立つと見られた。主将で三番の今井康剛、6打点を上げている四番・渡部真一郎、打率4割5分5厘の五番・石丸裕次郎のクリーンアップトリオを中心に打線が好調な松山商を、熊本工の左腕・園村淳一がどう抑えるかが注目された。

### 熊本工
| 熊本工の今大会 | 熊本工の今大会 | 熊本工の今大会         |
| -------------- | -------------- | ---------------------- |
| 1回戦          | なし           | なし                   |
| 2回戦          | 12 - 4         | vs. 山梨・山梨学院大付 |
| 3回戦          | 5 - 1          | vs. 香川・高松商       |
| 準々決勝       | 7 - 6          | vs. 長崎・波佐見       |
| 準決勝         | 3 - 2          | vs. 群馬・前橋工       |

選手権大会の出場は4年ぶり14度目、選抜大会も18回の出場を数える古豪である。OBには川上哲治、吉原正喜、伊東勤、緒方耕一、前田智徳、荒木雅博（同年春に卒業）など、多くのプロ野球選手がいる。
監督の田中久幸は熊本工、芝浦工大、日産自動車で二塁手、三番、主将を務めた。1973年の第44回都市対抗野球大会では主将として準優勝、1984年の第55回都市対抗野球大会では監督として日産自動車を初の優勝に導いている。同年の世界選手権では全日本の監督を務め、ベスト4に輝いている。長男は熊本工OBで後に阪神タイガースへ入団した田中秀太である。1995年8月、熊本工創立百周年（1999年）に併せ、監督に就任した。ただし、秋の熊本県大会では1回戦で負け、「熊工史上最弱のチーム」と呼ばれたが、翌年は全国大会決勝まで上がってきた。
熊本大会では伝統の強力打線で準々決勝まで全てコールド勝ちであり、全試合二桁安打、平均得点10.4だった。投手は風邪で体調を崩した園村淳一の代わりに村山幸一が活躍し、5勝のうち4勝を挙げた。
甲子園では2回戦から登場。エース村山が不調だったため、3年生で背番号10の園村が、4試合のうち準々決勝を除く3試合で先発した。準々決勝、準決勝ではチームで合計5失策を記録し、守備に不安を残していた。

### 松山商
| 松山商の今大会 | 松山商の今大会 | 松山商の今大会         |
| -------------- | -------------- | ---------------------- |
| 1回戦          | 8 - 0          | vs. 長野・東海大三     |
| 2回戦          | 6 - 5          | vs. 西東京・東海大菅生 |
| 3回戦          | 8 - 2          | vs. 徳島・新野         |
| 準々決勝       | 5 - 2          | vs. 鹿児島・鹿児島実   |
| 準決勝         | 5 - 2          | vs. 福井・福井商       |

選手権大会の出場は2年連続25度目、選抜大会も含めて3季連続の出場だった。春2度、夏4度の優勝を誇り、特に夏に強いことから「夏将軍」の異名を取っている。ただし第18回、48回、68回と「8」のつく大会では準優勝に終わるというジンクスもあった。OBには藤本定義 、景浦將、千葉茂、谷岡潔など、多くのプロ野球選手がいる。
監督の澤田勝彦は松山商在学当時控え捕手であり、同期に西本聖がいたが、甲子園に出場したことはなかった。1980年に松山商のコーチとなり、春1回、夏3回甲子園に出場。1988年9月1日、監督に就任した。3季連続出場は松山商として初めてだったが、過去2季はいずれも初戦敗退だった。
愛媛大会では、高校通算75本塁打の“伊予のドカベン”こと今井康剛と四番の渡部真一郎を中心とし、チーム打率3割9分の強力打線に加え、伝統のバントを交ぜる攻撃を見せた。春の選抜大会まで弱かった投手陣は、新田浩貴と渡部の二本柱に地力が付き、県大会準決勝(岩村明憲を擁していた宇和島東との対戦)を除き大崩れしなかった。県大会では失策3と堅実な守備力も見せた。
甲子園でも決勝まででチーム打率は3割1分3厘で、1回戦から3回戦まで二桁安打を記録。準々決勝で春夏連覇を狙った鹿児島実の下窪陽介、準決勝で福井商の亀谷洋平といった好投手を攻略してきた。守備の方も、準決勝で外野フライからの併殺2を記録するなど、伝統の「松山商の守り」ならではのそつの無さを見せた。投手は1回戦、3回戦、準々決勝は新田が、2回戦と準決勝は渡部が先発した。

## 試合

### 試合経過
先攻松山商（三塁側）、後攻熊本工（一塁側）で13時00分試合開始、観衆48,000人。NHKテレビの実況は高山典久アナウンサーで解説は原田富士雄 、同時中継のNHKラジオ第1放送では佐塚元章アナウンサーが実況、福島敦彦が解説を担当した。一方、民放朝日放送は実況を中邨雄二アナウンサーが、尾藤公と山下智茂が解説をそれぞれ担当した。試合経過は以下である。
| 回     | 得点        | 内容 |
| ------ | ----------- | --- |
| 1回表  | 松 3 - 0 熊 | ①吉見セーフティーバントを狙うも三塁ゴロ。②星加左前安打。③今井右前安打。④渡部右翼線二塁打で星加生還（1点目）、なお二、三塁。⑤石丸一塁ゴロで今井本塁刺殺、二死一、二塁。⑥向井四球で満塁。⑦久米、⑧新田連続四球で2つの押し出し（2,3点目）。⑨深堀三振。            |
| 1回裏  | 松 3 - 0 熊 | ①野田右飛。②坂田三振。③本多二塁ゴロ。 |
| 2回表  | 松 3 - 0 熊 | ①吉見三塁ゴロ。②星加右飛。③今井捕邪飛。 |
| 2回裏  | 松 3 - 1 熊 | ④西本三振。⑤古閑左前安打。⑥澤村一塁失で一、二塁。⑦境中前打で古閑生還（1点目）、なお一、二塁。⑧星子二塁ゴロで併殺。 |
| 3回表  | 松 3 - 1 熊 | ④渡部四球。⑤石丸投前犠打で一死二塁。⑥向井中飛。⑦久米投ゴロ。 |
| 3回裏  | 松 3 - 1 熊 | ⑨園村二塁ゴロ。①野田二塁ゴロ。②坂田中飛。 |
| 4回表  | 松 3 - 1 熊 | ⑧新田遊撃ゴロ。⑨深堀、①吉見連続四球。②星加の三塁ゴロで二死二、三塁。③今井投ゴロ。 |
| 4回裏  | 松 3 - 1 熊 | ③本多三振。④西本二塁ゴロ。⑤古閑四球。⑥澤村遊撃への内野安打。⑦境左飛。 |
| 5回表  | 松 3 - 1 熊 | ④渡部三塁内野安打。⑤石丸投前犠打。⑥向井中飛。⑦久米投前ゴロ。 |
| 5回裏  | 松 3 - 1 熊 | ⑧星子右中間へ長打も、三塁憤死（記録は二塁打）。⑨園村一塁ゴロ。①野田右飛。 |
| 6回表  | 松 3 - 1 熊 | ⑧新田左越え二塁打。⑨深堀二塁ゴロも二走の新田三塁に進めず。①吉見三振。②星加一塁ゴロ。 |
| 6回裏  | 松 3 - 1 熊 | ②坂田三塁ゴロ。③本多投直。④西本左飛。 |
| 7回表  | 松 3 - 1 熊 | ③今井右飛。④渡部三振。⑤石丸二塁ゴロ。 |
| 7回裏  | 松 3 - 1 熊 | ⑤古閑三振。⑥澤村遊撃ゴロ。⑦境二塁ゴロ。 |
| 8回表  | 松 3 - 1 熊 | ⑥向井右飛。⑦久米三塁ゴロ。⑧新田中飛。 |
| 8回裏  | 松 3 - 2 熊 | ⑧星子左前安打。⑨園村捕前犠打。①野田四球、捕逸で二走の星子三進。②坂田中犠飛で星子生還（2点目）。③本多一直。 |
| 9回表  | 松 3 - 2 熊 | ⑨深堀中前二塁打。①吉見投前犠打、深堀三進。②星加遊撃ゴロ、深堀三塁進めず。③今井一塁ゴロ。 |
| 9回裏  | 松 3 - 3 熊 | ④西本三振。⑤古閑に代わった代打松村三振。⑥澤村左翼スタンドに起死回生の同点ソロ本塁打（3点目）。⑦境遊撃ゴロ。9回決着つかず、延長戦へ突入。 |
| 10回表 | 松 3 - 3 熊 | 代打の松村に代わり井が右翼の守備へ。④渡部一直。⑤石丸右飛。⑥向井右前打。⑦久米三振。 |
| 10回裏 | 松 3 - 3 熊 | ⑧星子左中間二塁打。松山商は、新田から右翼手の渡部に投手交代。新田は右翼に就く。⑨園村三塁前犠打、星子三進。松山商は、①野田、②坂田連続敬遠で満塁策を取り、右翼手を新田から矢野に代える。③本多右飛、三走の星子タッチアップを狙うもタッチアウト。                 |
| 11回表 | 松 6- 3 熊  | ⑧守備から入った矢野中前への二塁打。⑨深堀三塁前犠打、矢野三進。①吉見四球。②星加一塁前にスクイズ（記録は内野安打）を決め矢野生還（4点目）。③今井右越え二塁打、吉見と星加が生還（5,6点目）。ここで、熊本工は投手を園村から村山にスイッチ。④渡部左飛。⑤石丸三振。 |
| 11回裏 | 松 6 - 3 熊 | ④西本一塁失。⑤守備から入った井に代わり代打木下一塁ゴロで一死二塁。⑥澤村左飛。⑦境三振で３アウト、試合終了。松山商が優勝を果たした。 |

### スコア
|        | 1 | 2 | 3 | 4 | 5 | 6 | 7 | 8 | 9 | 10 | 11 | R | H  | E |
| ------ | - | - | - | - | - | - | - | - | - | -- | -- | - | -- | - |
| 松山商 | 3 | 0 | 0 | 0 | 0 | 0 | 0 | 0 | 0 | 0  | 3  | 6 | 10 | 2 |
| 熊本工 | 0 | 1 | 0 | 0 | 0 | 0 | 0 | 1 | 1 | 0  | 0  | 3 | 7  | 0 |

1. （延長11回）
2. 松：新田（9回0/3）、渡部（2回）
3. 熊：園村（10回1/3）、村山（0回2/3）
4. 本塁打
熊：澤村（9回・ソロ）
5. 審判
［球審］田中
［塁審］桂・伊東・濱田
6. 試合時間：3時間5分

### 出場選手
| 松山商 | 松山商 | 松山商            |
| 打順   | 守備   | 選手              |
| ------ | ------ | ----------------- |
| 1      | [二]   | 吉見宏明（3年）   |
| 2      | [三]   | 星加逸人（3年）   |
| 3      | [一]   | 今井康剛（3年）   |
| 4      | [右]投 | 渡部真一郎（3年） |
| 5      | [捕]   | 石丸裕次郎（3年） |
| 6      | [左]   | 向井良介（3年）   |
| 7      | [中]   | 久米孝幸（3年）   |
| 8      | [投]右 | 新田浩貴（2年）   |
|        | 右     | 矢野勝嗣（3年）   |
| 9      | [遊]   | 深堀祐輔（2年）   |

| 熊本工 | 熊本工 | 熊本工          |
| 打順   | 守備   | 選手            |
| ------ | ------ | --------------- |
| 1      | [遊]   | 野田謙信（3年） |
| 2      | [二]   | 坂田光由（3年） |
| 3      | [一]   | 本多大介（3年） |
| 4      | [中]   | 西本洋介（3年） |
| 5      | [右]   | 古閑伸吾（3年） |
|        | 打     | 松村晃（2年）   |
|        | 右     | 井健太郎（3年） |
|        | 打     | 木下智博（3年） |
| 6      | [左]   | 澤村幸明（1年） |
| 7      | [捕]   | 境秀之（3年）   |
| 8      | [三]   | 星子崇（3年）   |
| 9      | [投]   | 園村淳一（3年） |
|        | 投     | 村山幸一（3年） |

## 試合展開

### 9回表までの攻防
松山商は熊本工の先発園村の立ち上がりを攻め、三連続長短打で1点先取。さらに三連続四球による押し出しで2点を追加した。園村はその後立ち直り、松山商打線を9回表まで0点に押さえる。
熊本工は松山商の先発新田から2回に境の適時打で1点、8回に坂田の犠飛で1点を返して小刻みに追撃した。

### 9回裏、起死回生同点ホームラン
9回裏、2-3と1点差を追う熊本工は四番の西本が見逃し三振、古閑に代わって代打の2年生・松村も空振り三振を喫し、土壇場のピンチに立たされた。ここで熊本工唯一の1年生である澤村が打席に立つ。松山商の捕手・石丸は外角低めのスライダーでボールになる球を要求するも、新田は首を振った。それを見た監督の澤田や右翼を守っていた渡部は直球で勝負するつもりなのだと思っていたが、当の新田はスライダーのコントロールが効かなくなっていたことから、ボールにするためには直球しかないと判断したのである。
しかし投じた125球目、ボールにするはずの直球は内角高めに入ってしまい、初球から直球を狙っていた澤村はバットを振り抜いた。打球はライナー気味に左翼ポール際に飛び込み、起死回生の同点ホームランとなった。新田はぼう然とマウンドにひざまずき、その周りを澤村は跳ねるように走った。座り込んだままの新田を、主将で一塁手の今井が抱え上げた。今井はこの試合でも何度もマウンドへ行って新田を激励し、内野陣に声を掛けている。
ホームイン後、三塁手の星加は、澤村が三塁を踏んでいないと、三塁塁審に繰り返しアピールしたが認められなかった。次打者の境は遊撃ゴロに終わり、試合は延長戦に突入。しかし試合の流れは熊本工側へ一気に傾いていた。

### 奇跡のバックホーム
延長10回表、熊本工は井が右翼に入る。松山商は渡部が一塁ライナー、石丸が右翼フライ。向井が右翼前ヒットで出塁するが、久米が見逃し三振で無得点。得点どころか、得点圏にランナーを進めることさえできずに攻守交代となった。
10回裏、熊本工の攻撃開始前、松山商ベンチで監督の澤田は既に疲れを見せていた新田に声をかけたが新田の「行けます」の一言で続投を決意した。しかし熊本工の先頭打者・星子がフルカウントから左中間を破る二塁打を放つと、澤田は新田を右翼の渡部と交代させた。続く園村が送りバントを成功させて一死三塁となる。ここで澤田は過去に同じサヨナラの場面で2回負けた苦い思い出があることから、満塁策を決断する。松山商は1969年夏の第51回決勝、対三沢高校戦で延長15回裏の一死二、三塁、16回裏の一死一、三塁のピンチをいずれも満塁策で切り抜け、延長18回引き分けに持ち込んだことがあった。タイムを取ってマウンドに集まっていた内野陣の選手たちのところに、伝令の吉田が満塁策の作戦を伝えに行き、その後に渡部は野田と坂田を敬遠して一死満塁とし、打席に3番の本多を迎えた。ヒット・ホームランはもちろん、犠牲フライやスクイズバントでも1点入ればそこで試合終了。たとえ内野ゴロでも、飛び方によってはバックホームが間に合わずサヨナラとなるおそれがある。さらに、投手にとってはバッテリーエラーやボークだけでなく四死球さえできない状況である。松山商としては、まさに1つのミスも許されない状況であった。
このとき、渡部に代わって右翼の守備に就いていた新田は守備の交代を望んでいた。新田は甲子園の三回戦で一度右翼を守っただけで県大会では一度も守っていなかった上、一度も右翼守備の練習をしたことがなかった。澤田監督も右翼の守備交代について、27年前の決勝（前述の三沢高戦）のように延長が長引いた場合に備えて新田を交代させずにおくか、この場を確実に凌ぐことを優先して守備固めをすべきかで迷っており、結果的に左打者のロングヒッターである本多なら右翼へ打球が飛ぶ確率は低くないと判断、さらにこの時、何処からともなく『今を逃れなかったら後はないんだぞ』という声が聞こえたこともあり 、投手の渡部が第一球を投げようとしているところでタイムを取り、右翼守備の交代を決断した。
新田に代わる守備固めに起用された矢野勝嗣（まさつぐ）は背番号9を付けた正右翼手で春の甲子園でも先発出場していたが、その後に新田と渡部の先発二本柱が確立し、新田が先発の時は渡部が右翼に入る起用法をとっていたことから甲子園でもスタメン出場は渡部が先発した2試合のみと控えに甘んじていた。加えて打撃不振に陥っており、スタメン出場した準決勝では三打席目で代打を出されていた。それでも矢野は腐らず、一塁コーチャーとしてチームを支えていた。澤田は右翼へ向かう矢野に「信じてるぞ」と声をかけた。突然の交代となった矢野は、グラブを慌てて探してベンチを飛び出し、右翼へと着いたあと右肩を回して返球に備えた。
プレーが再開され、スクイズも考えられる状況で打席に立った本多は初球の高めのスライダーを振り抜いた。「代わったところに打球は飛ぶ」の格言を体現するかのように、右翼に大きなあたりが飛んでいった。投手の渡部は、打たれた瞬間にホームランだとサヨナラ負けを覚悟し、NHK総合テレビの実況の高山典久アナウンサーが「行ったー！これは文句なし！」と思わず言ったほどの大飛球であった。
だが、甲子園特有の、ライトからホーム方向に吹く強い浜風に打球が押し戻されて失速し、スタンドまでは届かず右翼線際へのフライとなった。背走していた矢野は打球を一瞬見失いかけるも前進して捕球、それと同時に三塁走者の星子はタッチアップし、サヨナラ勝ちを確信する状況でも全力でホームへ走った。この一連のプレーで熊本工の田中監督は「犠牲フライには十分な飛距離だ、勝った」と思い、一方の松山商の澤田監督も「あ、終わったな」と思ったといい、打った本多自身も犠牲フライだと手応えを感じた一撃であった。一方、矢野は二塁手の吉見や一塁手の今井のカットマンに返球していたのでは万が一にも間に合わないと判断し、前進して捕球した勢いそのままに力任せにバックホームするも、二塁手と一塁手の頭上を大きく越える山なり送球となってしまった。一塁塁審の桂は、とんでもなく高い返球に「これで終わった」と思い、松山商の捕手・石丸も、普段の練習で矢野が幾度となく大暴投を繰り返していたことを思い返し「またやったか」と星子のタッチアップ成功を覚悟した。送球は三塁側に少し逸れたため石丸はホームベースから離れ、送球のライン上、三塁ファールラインの上に移動していった。
しかし、距離にして80mを超える矢野の返球は甲子園の浜風に乗り、石丸の捕球体勢を見てその前をかすめるように右足からのストレートスライディングを敢行した星子の目の前を通過し、石丸のミットへダイレクトで収まる。それとほぼ同時にミットと星子の頭部が接触した。星子はスライディング後に両手を広げて「セーフ」を、石丸はボールの入ったミットを高く差し上げ「タッチアウト」をそれぞれ球審にアピール、一塁側ファールグラウンドで見ていた田中美一球審はアウトを宣告。このタッチプレーが行われた瞬間に、星子の右足がホームベースに届いていなかった写真が撮影されている。少しでも返球がずれていたらタッチできずにセーフとなっていたであろう、奇跡に近いピンポイントの返球であった。ダブルプレーで熊本工は3アウトとなり、絶好のサヨナラ勝ちの機会を逃した。星子は信じられないような表情を浮かべ、犠牲フライを確信し一塁手前でバンザイをしていた本多は、そのまま呆然と立ち尽くした。あの深い位置からの返球でなぜアウトになったのかと、球場は興奮とどよめきに包まれた。実況中継の解説者の面々も驚きを隠せず、NHK総合テレビの解説の原田は「私自身も今これね、両手に鳥肌が立ってるんですよね」、NHKラジオ第1放送では解説の福島が「もう、とにかくあれはダイレクトで、自分が1人で放る以外に殺せない（アウトにできない）ですね。それが、ストライクが来ましたよ」、テレビ朝日系列の中継（当時の朝日放送が制作）では「これは本当に、奇跡と言うほかにありませんね」と解説されたほどであった。あまりに奇跡的なプレーを目の当たりにした興奮で、NHKのテレビ中継では「満塁ですから、これタッチ要らないんですよね。フォースプレーです」と、朝日放送では「ちょうどキャッチャーのね、ホームプレートのまん真ん中に来ましたね」と誤った実況解説をしてしまうほどであった。
バックホームした当人の矢野は、クロスプレーの状況が一塁手の今井と重なってはっきりと見えなかったものの、今井が踊るように喜んでいるのを見てアウトと知り、飛び跳ねるようにベンチに引き揚げてきた。そんな矢野を、澤田はベンチで強く抱きしめた。
ちなみに、朝日放送制作のテレビ中継で実況を担当した中邨雄二アナウンサーは、「奇跡」という表現を一切交えずに一連のプレーを伝えていた。中邨は、スポーツアナウンサーとしての大先輩に当たる植草貞夫が同局で勤務していた時期に、高校野球をはじめスポーツ中継での実況経験が豊富な植草から「『奇跡』なんて簡単に起こるものではない。『奇跡の』や『世紀の』といった派手な表現を本当に使っていいのかを、きちんと吟味できないと一流のアナウンサーとは言えない」と教わっていた。本人が朝日放送テレビの定年（60歳）を間近に控えた2022年の初頭に語ったところによれば、「試合後から報道などで『奇跡のバックホーム』と呼ばれるようになってからは、実況で『奇跡』と言わなかったことを何年も後悔していた。このような葛藤を2012年頃に（野球中継の実況から既に退いていた）植草へ打ち明けたところ、『「奇跡」という言葉を使わなかった君の判断は正しいと思う』と言われたので心が晴れた」とのことである。

### 奇跡の完結
延長11回表の松山商の攻撃は、奇跡の好返球を見せた矢野から始まった。園村の初球のカーブを矢野は左翼へはじき返した。ライナー性の打球はスタンドの白い服と重なり、それによって左翼手・澤村は打球を後逸し二塁打となった。続く深堀が送りバントを決めて一死三塁、ここで田中はスクイズを警戒しバントの名手である吉見を敬遠する。一死一、三塁で田中は伝令を出し、追い込んで打たせて併殺にとるか、スクイズを外す作戦を伝える。しかし、初球は見送るとの田中の読みと異なり、星加は澤田のサイン通り初球から一塁側へプッシュ気味のセーフティースクイズを決めて矢野がホームインし、勝ち越しの4点目を奪った。スクイズバントの際、ボールを捕った一塁手の本多がバックホームするか一瞬迷ってから一塁へ送球したため、星加も一塁セーフ（記録は内野安打）で一、二塁となり、ここで熊本工が最も警戒していた3番の今井がバッターボックスに入る。今まで田中の指示通りの投球でヒット1本に押さえていた園村だったが、スクイズを決められたことで緊張の糸が切れており、3球目の甘いカーブを右翼フェンス直撃の二塁打とされ、走者一掃を許し6-3と大きく離された。
11回裏、熊本工は無死から西本が一塁強襲による失策で出塁、守備から入った井の代打木下の一塁ゴロの間に二塁に進んだ。続く澤村は9回に続きまたも左翼方向に打球を打ち上げたが平凡なフライに終わり、最後の打者・境は三振、6-3で松山商が勝利した。3時間5分の激闘を制した松山商は、三沢高校との延長18回引き分け再試合以来27年ぶり5回目の全国制覇を果たした。松山商は、春・夏を通じ「大正」「昭和」「平成」の3つの元号で優勝を達成した唯一の高校となっている。

## 試合の評価
この伝統校同士の激闘は、高校野球の歴史に残る「平成の名勝負」と呼ばれた。特に矢野の返球は「奇跡のバックホーム」と呼ばれ、球史に残る名場面として語り継がれている。負けた田中監督も「高校生であんな返球は見たことがない」と驚嘆するほどだった。
27年前、延長18回を戦った松山商の元投手で朝日新聞記者としてこの試合を取材中だった井上明も、このバックホームには身震いしたと語った。当時中日ドラゴンズの中軸打者だったアロンゾ・パウエルは、「今まで見た中で最高のプレー」と語っている。ただし、矢野と同じ右翼手である福留孝介はこのバックホームについて暴投に過ぎないと分析している。
矢野のバックホームが大きく取り上げられる傾向にあるが、9回裏二死からの1年生・澤村による同点ホームランや、犠牲フライ直前のライトの矢野への交代、そして11回表は、矢野の打球が澤村の前に飛ぶという奇跡の応酬であったことから、その流れも含めて試合自体が「奇跡」とも言える内容であり、西日本スポーツはこの試合の翌日の8月22日付の新聞に「奇跡合戦」と見出しをつけたほどであった。
熊本工の四番だった西本は後に、九回裏にホームランを打たれた新田を今井がまだ負けていないと抱き起こしたシーンと、延長十回裏に本塁死して倒れ込んだ星子を傍にいた西本を含めだれも手を貸そうとしなかったシーンを比べ、これが松山商と熊本工の違いだったと反省している。
『週刊甲子園の夏』（朝日新聞出版）の読者アンケートで選ばれた「読者が選ぶ夢のナイン」にて 松井秀喜らプロに進んだ名だたる選手に混じり、矢野勝嗣は外野手で選ばれている（プロ未経験では他に小沢章一（早実）、藤井進（宇部商）が選ばれた）。
2015年、造幣局は全国高等学校野球選手権大会100年周年を記念して、「全国高等学校野球選手権大会100周年貨幣セット」の通信販売を行ったが、ケースには年表などとともに名場面の一つとして「奇跡のバックホーム」の写真が掲載されている。
スポーツニッポンの公式サイト「スポニチアネックス」で2015年に募集された「私が選ぶ甲子園名勝負!」では、総数2993票中129票を獲得し、第6位となった。『Sports Graphic Number』で2015年に実施されたアンケート「夏の甲子園　記憶に残る名勝負ベスト100」では第5位にランクインした。

## 奇跡の舞台裏

### 矢野勝嗣
「奇跡のバックホーム」の主役である矢野勝嗣は、松山商一の強肩ではあったがミスが多く返球もバラバラだった。真面目で練習量はチーム一だったが不器用で本番に弱く、積極性に欠ける選手であり、当時の松山商が守備練習の最後に行っていた守備順にノックを受けて返球する「ノーエラーノック」でも、矢野は常日頃からミスを頻発しており、それによってノックが最初からやり直しになったり全員が走らされたりといったことが続いたことから澤田には怒鳴られ、同級生のチームメイトからは部を辞めてほしいとまで言われることもあったという。松山商の外野手のホーム返球は、中継かワンバウンドが決まりであったが、矢野はダイレクトになるミスが多かった。ただし澤田はこの年の6月に、サヨナラの場面では定位置より後ろからはダイレクトに投げるケースもあると外野手に教えていた。澤田本人は忘れていたが矢野自身は覚えており、澤田は真面目な矢野らしい話だと語っている。
矢野は、10回裏の「奇跡のバックホーム」と、11回表の初球の二塁打と、たった2球で高校野球生活のすべてを出し切ったとも言え、矢野は高校卒業後「最後に出てきて、いいところだけ持っていった」と当時のチームメイトにからかわれるようになる。矢野はテレビ局の取材でこのときのバックホームの再現を試みるも、1球もホームに届かなかった。
矢野は松山大学に進み、3年生でレギュラーとなる。4年生で主将となり、2000年の大学野球選手権に出場している。卒業後、愛媛朝日テレビに入社した。
矢野自身は、活躍できたのは決勝の最後だけであり、失敗が多く消極的な人間なのに、どれだけすごい奴なんだと周囲からみられてそのギャップに悩んだ時期もあったという。しかし年を重ねるにつれあの経験を一生背負っていこうと前向きになり、当時の話も積極的にできるようになったという。矢野は愛媛朝日テレビで長く営業職（主に東京支社営業部）を務めた後、2014年に報道制作局へ異動。2015年4月からは『スーパーJチャンネルえひめ』でスポーツキャスターを務めていた。2016年春より営業職に戻る。

### 星子崇
10回裏の三塁走者であった星子崇は秋の新チームでは4番だったが、バントのサインに応じないなどの理由で春から徐々に打順が下がり、夏の大会では8番まで落ちていた。甲子園5試合で14打数8安打、打率5割7分1厘。決勝戦でも4打数3安打であり、8回裏では坂田の犠飛でタッチアップからホームインしている。星子は50mを5秒9で走るチームで一、二を争う俊足を誇る選手であった。星子のタッチアップは慎重過ぎるぐらい慎重に見えたという意見もあるが、星子自身はちょっと早いくらいのスタートだったと語っている。
捕手の石丸は、星子が回り込まず真っ直ぐに走ってきたことに疑問を抱いていたが、星子は、右翼へ上がった打球は浜風に押し戻されるであろうということ、また反対に右翼からの返球は浜風によって通常より伸びるであろうということを意識していたため、最短距離で走るという選択肢をとっていたのであった。熊本日日新聞が後にテレビ録画でチェックしたところによると、タッチアップから石丸のミットと接触するまでが約3.5秒であり、普通の選手の4秒前後より早いタイムであった。
星子の同級生はタッチアウトについて何も聞いてこなかったが、大人たちから「走りながらピースしてなかった？」「力を抜いて走った」などと冗談交じりで話しかけられることに耐えられず、取材は全て断った。

### 石丸裕次郎
捕手の石丸は後に、「新聞や写真集に僕が大きく載ったのは矢野のおかげです。どこのカメラマンも熊工のサヨナラ勝ちのシーンを狙ってましたよね。一番すごいことをやったのは矢野なのに、ライトまで距離が遠過ぎてだれも撮ってないですよね」と語っている。2014年に発売されたDVD映像で甦る高校野球不滅の名勝負Vol.6『矢野勝嗣が「奇跡のバックホーム」。夏将軍・松山商27年ぶり頂点へ。』（ベースボール・マガジン社）でも、表紙は石丸がボールの入ったミットを高く差し上げ、星子が両手を広げて「セーフ」とアピールしている場面である。帰ってきた球を受けてアピールしただけと謙遜する石丸は、「日々の努力は報われるものなんだと、矢野のプレーであらためて思った」と語っている。

### 澤村幸明
九回裏に起死回生の同点ホームランを打った澤村幸明は、熊本工では緒方耕一以来12年ぶりの1年生レギュラーであり、将来はプロへ行く選手と地元で注目されていた。県大会ではチャンスに強く、打率5割2分9厘で11打点、三振0である。準決勝でも前橋工の斉藤義典から2点タイムリーを打っていた。澤村は9回裏の打席に向かうとき、ベンチの3年生に「初球から狙っていいですか」と尋ね、「行け行け、ホームラン狙え」と激励されたが、当の澤村はそのことを後に記者に尋ねられても覚えていなかった。
11回表の矢野の打球の後逸については、捕れるはずの打球が捕れなかった、中途半端なプレーをしたとその後も悔やんでいる。
澤村は後に「松坂世代」と呼ばれる選手達と同じ1980年度生まれであり、一番初めに頭角を現した選手である。澤村本人も周囲も再び甲子園の土を踏むものと思っていたが、結果的にこれが最初で最後の甲子園となった。

### 田中美一
1996年頃、本塁でジャッジする時は送球の延長線上（この場合三塁側）に入るのが基本だった。しかし球審の田中美一は、右翼手からの返球がバットに当たることを回避するために本多のバットを拾いに行った後、星子がタッチアップの準備をしているのを見て延長線上に向かうのは間に合わないと判断し、そのまま一塁側に残ったため、タッチプレーをベストポジションで判断することができた。
一塁塁審だった桂等は試合後、田中になぜ三塁側でなく一塁側に居たのかを尋ねると、田中は本多の打球に引き寄せられるよう、無意識に一塁側へ行った、だからタッチプレーが見えたと答えた。
田中の薫陶を受けた審判員の桑原和彦は、近くでジャッジするためにはプレーを読む力が必要で、これは田中の努力と感性に他ならないと語っている。
中矢信行・愛媛県高野連審判長（2006年次）は、並の審判なら捕手の背中へ回って外側から見るところを、田中は外野からの送球を背中に背負う格好で内側からプレーをジャッジした、お手本の審判であると語った。
田中はこの判定について「最高のジャッジが出来た」と語り、アウトの言い方が厳しいという妻からの問いかけには、審判は選手に全身で伝えないといけないと反論している。「あの判定は生涯最高のジャッジだった」という遺言が、棺の中に収められたという。
このジャッジについて熊本工のファンからは誤審ではないかという声もあったが、1996年8月22日付のスポーツ報知1面には、捕手・石丸が三塁走者・星子にタッチした時、星子のスパイクがホームプレート10cm前にあった写真が掲載された。
熊本工の主将だった野田謙信は後に、「100人が100人セーフだと思うタイミングなのにアウトというのは、よほどの確信があったはずです。すばらしいジャッジですよ」と語った。
田中は奇跡と実力のギャップに悩む矢野に、あのプレーは間違いなくアウトだから自信を持ちなさいと連絡し、矢野はそれで楽になったと述べている。

## プロまたは社会人野球に進んだ主な選手

### 松山商
- 吉見宏明は立正大学進学後、三菱ふそう川崎に2年間在籍。プロの夢を捨てきれず退社し、米独立リーグチームと契約する寸前、台湾プロ野球の統一ライオンズの外国人枠に選ばれ、1年間レギュラーとしてプレーし[19]、同リーグのベストナイン（最佳十人）にも選出された。
- 渡部真一郎は駒澤大学へ進むも限界を感じて退部し、そのまま市民球団・松山フェニックスに入団して四番を務めた[84]。
- 星加逸人はNTT四国へ入社するも廃部となったため、松山フェニックスに入団し、2005年秋からは主将を務めた[84]。
- 控え投手としてベンチ入りしていた西山道隆は2005年に四国アイランドリーグの愛媛マンダリンパイレーツに入団し、2006年に福岡ソフトバンクホークスに育成選手として入団した。2006年5月23日には支配下選手登録され、26日には育成選手出身として初めて一軍登録されている。
- 石丸裕次郎（駒沢大 - 東芝）[46]
- 新田浩貴（東芝）[30]2003年に引退後、建設会社勤務[85]。
- 久米孝幸（三菱重工広島）[86]。
- 深堀祐輔（明治大 - 東海理化[87]）大学では熊本工の遊撃手で主将・野田の1年後輩であった。

### 熊本工
- 澤村幸明はその後法政大学へ進み、野球部でショートとセカンドを守り、3年春からレギュラー、4年秋にセカンドでベストナインに選ばれた[80]。澤村はプロを目指していたが、打撃・守備・足のいずれもがまあまあで飛びぬけたものが無かったからか、大学卒業前に監督から「おまえはプロはない」と言われた[78]。卒業後は日本通運へ入社。同社野球部では在籍した13年間全てで都市対抗野球大会に出場（自チーム11回・補強選手2回）、同大会10年連続出場や社会人ベストナインのタイトル獲得など社会人野球を代表する選手として活躍し、2015年限りで現役を退いた[78][88]。2020年より監督に就任[89]。
- 本多大介は青山学院大学に進み、レギュラーにはなれなかったが、3年の時に全日本大学野球選手権大会で優勝している（この時のエースは石川雅規）。卒業後、JR九州に進んだ[42]。
- 野田謙信は明治大学で4年春にセカンドでベストナイン、トヨタ自動車に進むも怪我で退部、退社[11]。熊本の実家へ帰った後、2006年に熊本朝日放送の解説者としてデビューしている[11]。2006年秋からは熊本工で後輩の指導に当たり[90]、その後開新高野球部の監督となっている[91]。
- 坂田光由は境秀之、松山商・向井良介とともに東洋大へ進むも身体を壊したため学生コーチに転身、卒業後の2002年から鈴鹿国際大学野球部のコーチを務めた[62]。2012年1月、野球部の新監督に就任する[92]。
- 園村淳一（本田技研）[4]
- 西本洋介（新日鐵八幡）[62]
- 星子崇は卒業後、松下電器の野球部に在籍するも怪我で2年後に退部し、そのまま退社[74]。熊本へ戻って職を転々とした後に夜の世界に足を踏み入れると、当時のプレーを覚えている人たちのお陰で人脈が広がり、バーなどの経営に乗り出す[1][77]。ただし「アウトの星子」と言われるのが嫌で接客は他人に任せ、野球関係の付き合いは絶っていた[91]。2013年12月、当時経営していたバーに、熊本へ旅行に来て知人から店のことを知った矢野勝嗣が訪れた。高校時代以来の再会に酒は進むも、矢野の「あの話、おれたちに一生ついて回るよな」というつぶやきを聞き、星子は「名刺を渡さなくても覚えてもらえる。お前のおかげで商売できてるんだ」と語った[1]。星子は2014年5月、熊本市でスポーツバー「たっちあっぷ」を開店した。自らがカウンターに立って話をするバーでは当時の決勝のシーンがテレビに映しだされ、壁には星子が着ていた熊本工のユニホームと、矢野が送ってくれた松山商のユニホームが額に入って飾られている[1][77][76]。星子は2015年現在、熊本工野球部の青年部OB会長を務めている[66]。
- 古閑伸吾（ニコニコドー - 住友金属 - 住友金属鹿島 - 鹿島レインボーズ）[93]。

## その後
同年、第41回全国高等学校軟式野球選手権大会では松山商軟式野球部が勝ち進むも、8月30日に行われた決勝では中京商に破れ、史上初の硬式野球部と同時制覇はならなかった。
翌年の第79回全国高等学校野球選手権大会では、両校とも前年に活躍した選手を中心とした布陣で臨んだが、松山商は県予選1回戦敗退、熊本工も県予選2回戦敗退という結果に終わった。
松山商は創立百周年記念の一環として、2001年6月17日に熊本工との招待試合を坊っちゃんスタジアムで行った。ダブルヘッダーで、第一試合は4対2、第二試合は5対2で松山商が勝った。
2015年7月13日、愛媛朝日テレビ開局20周年特番として、熊本朝日放送との共同制作による『高校野球100年 甲子園 奇跡のバックホーム〜今 明かされる20年目の真実〜』が両局で放送された。
2016年11月26日、熊本市の藤崎台県営野球場で熊本地震復興支援イベントを兼ねた「熊本工対松山商OB戦」が行われた。試合は9対8で熊本工の勝利。試合後、エキシビジョンとして熊本工・本多のライトへの飛球を松山商・矢野が捕球、そして三塁走者・星子がタッチアップという「奇跡のバックホーム」を再現したが、今回は星子が生還を果たした。
2023年11月25日、松山市の坊ちゃんスタジアムで松山商側が企画し、子どもたちの野球振興を兼ねた再々試合が行われた。試合は8-7で熊本工OBが勝利した。試合後には「奇跡のバックホーム」を再現するセレモニーが行われ、松山商の矢野が熊本工の星子をアウトにし7年前の熊本での借りを返した。
2024年に行われた第106回全国高等学校野球選手権大会の準決勝第一試合9回2死において、関東一高の中堅手・飛田が捕手・熊谷への好返球を見せ、神村学園の二塁走者をアウトにし、関東一高が初の決勝進出を果たしている。奇しくも｢奇跡のバックホーム｣と同じ8月21日の事であった。